# Lighting as a service
Lighting as a Service (LaaS), auch Light as a Service genannt, bezeichnet in der Wirtschaft ein Dienstleistungsmodell, welches die Vermietung von Beleuchtung und Leistungen in den Bereichen Lichtplanung, Produktauswahl, Projektsteuerung, Montage, Umrüstung und Wartung auf Basis eines Abonnements umfasst. Externe Dienstleister übernehmen dabei alle damit verbundenen Aufgaben und Beleuchtungsdienstleistungen.
LaaS-Dienstleistungen werden häufig für die Installation von LED-Belichtungssystemen in kommerziellen und staatlichen Anlagen beansprucht und verfolgen primär das Ziel einer Investitionskostenreduktion. Zudem gewinnt das Konzept Licht zu vermieten heutzutage immer mehr an Bedeutung, da es bei der Lichtplanung nicht mehr allein um die Beleuchtung selbst geht, sondern Aspekte wie Sicherheit und Gesundheit am Arbeitsplatz, Umweltfreundlichkeit, Energieverbrauch und Lebensdauer der Produkte stärker berücksichtigt werden. Bauwerke, die mit kosten- und verbrauchsintensiven Lichtanlagen ausgestattet sind, können durch eine Umrüstung auf LED-Leuchten und die in Verbindung mit LaaS stehenden Dienstleistungen, wie beispielsweise Integration künstlicher, intelligenter Beleuchtungssysteme, sowie Tageslicht- und Beschattungsmechanismen, wirtschaftlicher betrieben werden.
Im deutschsprachigen Raum wird neben der Übersetzung „Licht als Service“ auch die Bezeichnung „Licht als Dienstleistung“ oder „Licht zur Miete“ genutzt.

## Prinzip
„as a Service“ Strategien – auch bekannt als XaaS (Everything/Anything as a Service) sind eine in verschiedenen Märkten etablierte Form des Outsourcings ohne Anfangsinvestition bzw. Erwerb. X kann Produkt, Dienstleistung oder ein komplexes Leistungspaket darstellen. Relevante Details wie Leistungsbeschreibung, Finanzierung und Dauer werden in Form von Verträgen definiert und festgelegt. Beispiele dafür sind SaaS (Software as a Service) oder PaaS (Platform as a Service).

## Entwicklung

### Idee
Seit einigen Jahren entwickelt sich am Lichtmarkt der Trend energiesparende Beleuchtungstechnik, wie zum Beispiel LED-Produkte, konventionellen Leuchtsystemen vorzuziehen. Dieser Entwicklung folgend entstand das LaaS-Mietmodell. Das System findet vorzugsweise Anwendung in Industrieunternehmen, die mithilfe von Lichtkontrollsystemen und dem Internet of Things eine liquiditätsschonende Umrüstung ohne Eigeninvestition und eine Reduktion CO2-Ausstoßes ermöglicht.

### Pay per Lux
Das Konzept Licht als Service zu vermarkten wurde in dem gemeinsamen Projekt „Pay per Lux“ des Architekten Thomas Rau mit dem Unternehmen Philips ins Leben gerufen. Dem Nutzer wird dadurch lediglich die tatsächlich verbrauchte Menge an Licht verrechnet. Die Idee entstand, als Thomas Rau sein Architekturbüro in Amsterdam einrichten ließ. Anstatt Beleuchtungsprodukte zu erwerben, beauftragte er Philips sein Büro mit LED-Leuchten, die durch Sensoren und Kontrollsysteme den Energieverbrauch regeln, auszustatten. Philips behielt die Eigentumsrechte an den Produkten. Auf diese Weise entwickelte sich das heute als Lighting as a Service bekannte Geschäftsmodell.

### Anwendungsbereiche
Licht als Service Angebote umfassen Indoor- und Outdoor-Beleuchtungsdienstleistungen. Der Nachfragemarkt setzt sich großteils aus Kunden im kommerziellen, kommunalen oder gewerblichem Sektor zusammen. Das Angebot umfasst die Ausstattung mit wirtschaftlich effizienten Beleuchtungsmöglichkeiten, sowie weiteren damit zusammenhängenden Services, wie etwa Projektplanung, Produktlieferung, Installation und Wartung.
Die in der Architektur traditionell wichtige Lichtplanung wird dabei sowohl um ökonomische („Pay per Lux“) als auch technologische („Smartes“ Licht und Retrofitting) Elemente ergänzt.

### Best-Practice-Beispiele
- Für die Beleuchtung des Amsterdamer Schiphol Flughafens wurde 2015 ein Mietvertrag mit Phillips Lighting abgeschlossen.
- In der indischen Stadt Pune wurden 2020 über 80.000 Straßenlaternen, als Teiles eines „Licht als Service“-Vertrags, mit moderner LED-Beleuchtung aufgerüstet.
- Die deutsche Justizvollzugsanstalt Tegel in Berlin schloss 2020 eine Vereinbarung mit der Deutschen Lichtmiete ab, um die Beleuchtung der 130.000 m² großen Anlage umzurüsten.

## Finanzierungsmodelle
Als Finanzierungsform sind folgende Modelle möglich: Miete, Leasing, Contracting und Pacht.

### Vorteile
Viele Unternehmen, besonders innerhalb der produzierenden Industrie, sind darauf angewiesen, essentielle Infrastrukturelemente, aus ökonomischen und technologischen Zielsetzungen, regelmäßig aufzuwerten, bzw. auszutauschen. Dies trifft auch auf den Bereich der Beleuchtung zu, der, partiell durch die Grundkosten moderner LED-Technologie, oftmals mit hohen Kosten verbunden ist. Das Mieten des fertigen Produktes Licht ermöglicht Unternehmen daher eine investitionsfreie Umrüstung. Durch das Outsourcen aller mit einer Umrüstung einhergehenden Leistungen an einen fachlichen Spezialisten kommt es beim Abonnement eines LaaS-Angebotes zu weniger Bindung von Kapital. Die dadurch freiwerdenden Mittel können beispielsweise zur Förderung von Projekten in der Forschung und Entwicklung, zur Optimierung von Produkten und Prozessen und zur Verbesserung der Unternehmensliquidität eingesetzt werden kann. Zudem arbeiten LaaS-Anbieter generell mit modernen Beleuchtungslösungen, wie zum Beispiel der LED-Technologie. Deren Vorzüge wie besseres Licht, Reduzierung des Stromverbrauchs und der Energiekosten, sowie erheblich weniger CO2-Emissionen sind für den Servicenehmer ohne Investition und Kapitalbindung nutzbar. Ebenso in Hinblick auf die Arbeitssicherheit und den Gesundheitsaspekt aller Mitarbeiter ist ein Umstieg auf energieeffiziente LED-Lichttechnologie von Vorteil. Als Eigentümer der Lichtanlagen ist der LaaS-Anbieter verantwortlich für die Kontrolle und Instandhaltung der Lichtsysteme, inklusive Ersatzleistungen und der richtigen Handhabung von Recycling-Aspekten. Hierzu können Fernwartungs- und Monitoring-Systeme eingesetzt werden. Durch die Auslagerung der Verantwortung an den jeweiligen Service-Dienstleister ist auch eine permanente Aktualität hinsichtlich der Erfüllung der aktuellen gesetzlichen Normen stärker gewährleistet.

### Nachteile
Der Servicenehmer erwirbt durch das LaaS-Abonnement keinen Sachwert, da die Leuchten nach Vertragsende an den Servicegeber zurückgegeben werden müssen. In der Regel sind die Vertragslaufzeiten im Investitionsgüterbereich relativ langfristig und bieten dem Servicenehmer unter Umständen wenig Flexibilität auf geänderte Bedingungen im Unternehmen oder am Markt zu reagieren. Eine Kündigung während der Vertragslaufzeit ist auch oft nicht möglich.